# Локомотив (стадион, Самара)
«Локомоти́в» — старейший стадион в Самаре.

## История
В 1924 году при Самаро-Златоустовской железной дороге создан кружок физкультуры, а летом того же года на дороге была проведена первая спартакиада.
В это время в Самаре методом «народной стройки» в районе железнодорожного вокзала начинается строительство первого городского стадиона. Уже через год было сделано футбольное поле и ограждение. Губернская газета «Коммуна» от 12 июня 1925 года сообщила о том, что в городе открыт спортивный стадион. Так было положено начало нынешнему стадиону «Локомотив». Это ещё был не полноценный стадион, а, скорее, спортплощадка. Совместно с городскими службами были возведены деревянные трибуны и раздевалки, обустроено футбольное поле с дренажной системой. В июне 1927 года наконец-то состоялось торжественное открытие стадиона.
Так как достройка стадиона продолжалась не один год и в основном силами железной дороги, то в 1929 году полноценным хозяином «Локомотива» стала Самара-Златоустовская железная дорога.
11 августа 1929 года стадион принимал первый международный матч играла команда самарских футболистов, сформированная, в основном, из рабочих-зимовцев и французская команда ФСТen. Самарцы победили со счётом 1:0. А 13 августа ФСТ была обыграна уже сборной города со счётом 13:0.
Второе открытие стадиона состоялась в 1935 году (после масштабной реконструкции). Появилась парашютная вышка.
Спортивное «крещение» стадиона состоялось 18 июля 1938 в матче 1/64 финала Кубка СССР между куйбышевским «Локомотивом» и сталинградским «Динамо». Газета «Волжская коммуна» от 22 июля 1938 года в статье «Матч закончился скандалом» писала: «10 000 зрителей увидели, как на 85-й минуте, после незабитого „Динамо“ пенальти, при счете 0:1, судья остановил игру и увел команды с поля, так как в команде „Локомотив“ на поле осталось 7 игроков. „Локомотив“ подал протест, но он был отклонен и присуждено техническое поражение».
К началу Великой Отечественной войны «Локомотив» являлся крупнейшим и главным стадионом города Куйбышева.
3 мая 1942 года на стадионе состоялся матч «Команды капитана Карелина» (так тогда назывались «Крылья Советов» — этот день и считается Днём Рождения команды) с «Командой товарища Константина Иванова» («Локомотив»). Счёт матча 3:5. На матче присутствовали страстный футбольный болельщик, посол Великобритании в СССР Ричард Стаффорд Криппс и советско-венгерский гроссмейстер Андрэ Лилиенталь.
Первую игру на первенство СССР «Крылья Советов» провели на стадионе «Локомотив» 4 июня 1945 года в присутствии 10 000 зрителей с командой «Торпедо» (Горький) и завершили её вничью со счётом 1:1. В том чемпионате «Крылья» заняли 1-е место и к чемпионату 1946 стадион пережил вторую реконструкцию.
Фактически это было строительство нового стадиона с вместительностью трибун — 20 тысяч зрителей. Позади стадиона сделаны волейбольная, баскетбольная, городошная площадки и теннисный корт.
Первый матч в высшей лиге в Куйбышеве состоялся 27 апреля 1946 на стадионе в матче между «Крыльями Советов» и «ЦДКА». Газета «Советский спорт» от 28 апреля 1946 года в заметке «Матчи в Куйбышеве и Сталинграде» писала: «Зрители на переоборудованном стадионе начали собираться за четыре часа до матча. Посмотреть футбольный матч приехали болельщики из Сызрани, Чапаевска и других районных центров области. 20 000 зрителей тепло приветствовали участников матча». С 1946 года на стадионе также играл дубль «Крыльев Советов». «Крылья Советов» выступали на стадионе до 1952 года.
В Нижневолжской зоне РСФСР 3-й группы Чемпионат СССР по футболу 1946 года на стадионе играла куйбышевская команда «Локомотив».
В 1948 году «Динамо» проводило матчи первенства страны по хоккею с шайбой сезона 1947/48, а также ХК «Локомотив» в первенстве РСФСР.
С 6 по 22 января 1952 года на стадионе прошёл Чемпионат СССР по хоккею с мячом 1952 (вторая группа), а с 18 января по 3 февраля на стадионе состоялись игры Чемпионата СССР 1953 года.
В 1967 году на территории стадиона был построен один из первых в городе крытых бассейнов (в собственности «Российские железные дороги»).
28 июня 1984 года на стадионе состоялся матч между куйбышевскими журналистами и командой «Авось» (Московский государственный театр Ленком Марка Захарова) 5:6. За матчем начавшимся в 11:00 утра наблюдало более 5 тыс. зрителей. В составе команды «Авось» на поле стадиона выходили: Александр Абдулов, Олег Янковский, Николай Караченцов, Виктор Проскурин, Евгений Леонов, Александр Садо и другие. А с трибуны за матчем наблюдали: Ирина Алфёрова, Татьяна Пельтцер и музыцировал театральный оркестр.
В октябре 2004 в спорткомплексе проходил «Фестиваль моды и театрального костюма „Поволжские сезоны Александра Васильева“».
5 мая 2010 на территории стадиона установлен памятник Л-5188.
В 2016 году «Российские железные дороги» продали стадион Самарской области за 180 млн. ₽. Стадион передан Спортивной школе олимпийского резерва № 6.
В 2018 году стадион стал «зоной ожидания» для болельщиков ЧМ-2018.
Сейчас «Локомотив» не просто стадион, а спортивный комплекс, где проводятся самые разнообразные соревнования.

## Соревнования на стадионе
футбол
| Сезон | Лига      | И  | В  | Н  | П | РМ    | Зрителей |
| ----- | --------- | -- | -- | -- | - | ----- | -------- |
| 1945  | Группа II | 10 | 7  | 2  | 1 | 20-10 | 112’000  |
| 1946  | Группа I  | 10 | 2  | 5  | 3 | 9-22  | 190’000  |
| 1947  | Группа I  | 12 | 5  | 3  | 4 | 18-18 | 215’000  |
| 1948  | Группа I  | 10 | 5  | 3  | 2 | 14-6  | 162’000  |
| 1949  | Группа I  | 9  | 4  | 4  | 1 | 14-7  | 130’000  |
| 1950  | Класс «А» | 8  | 3  | 5  | 0 | 4-1   | 130’000  |
| 1951  | Класс «А» | 1  | 0  | 1  | 0 | 0-0   | 25’000   |
| Итого | 7 сезонов | 60 | 36 | 23 | 1 | 79-64 | 802’000  |

| Сезон | Лига       | Зона          | И | В | Н | П | РМ  |
| ----- | ---------- | ------------- | - | - | - | - | --- |
| 1946  | Группа III | Нижневолжская | 5 | 2 | 3 | 0 | 8-4 |

## Примечание
1. ↑  Стадион «Локомотив». fc-polet.ru. Архивировано 24 октября 2015. Дата обращения: 1 декабря 2015.
2. ↑  Страницы истории первого Самарского стадиона. Управление государственной архивной службы Самарской области. Архивировано 5 апреля 2016. Дата обращения: 1 декабря 2015.
3. ↑  Стадион «Локомотив» Самара. Footballfacts.ru. Дата обращения: 12 августа 2021. Архивировано 12 августа 2021 года.
4. ↑  Улица Ново-Садовая: клуб «Звезда», Фабрика-кухня и руины ЗИМа. drugoigorod.ru. Сетевое издание «Другой город» (20 января 2020). Дата обращения: 9 января 2023. Архивировано 27 октября 2020 года.
5. ↑  Футбольному клубу "Крылья Советов" – 79 лет! kc-camapa.ru. Дата обращения: 3 мая 2021. Архивировано 3 мая 2021 года.
6. ↑  «Волжская защепка». 70 лет назад самарские «Крылья Советов» заняли четвертое место в чемпионате СССР. Самарская Газета. Дата обращения: 25 мая 2021. Архивировано 25 мая 2021 года.
7. ↑  День Рождения «Крыльев»! so-ff.ru. Дата обращения: 29 апреля 2021. Архивировано 12 мая 2021 года.
8. ↑  «Крылья Советов» в чемпионатах СССР. kc-camapa.ru. Архивировано 2020-12-04. Дата обращения: 1991-12-01. {{cite news}}: Проверьте значение даты: |access-date= (справка)
9. ↑  1946 год. kc-camapa.ru. Архивировано 2021-06-27. Дата обращения: 1946-12-01. {{cite news}}: Проверьте значение даты: |access-date= (справка)
10. ↑  Программа к матчам "Крылья Советов" — "Торпедо" (Москва). favoritmarket.com. Архивировано 2021-01-12. Дата обращения: 1946-09-11. {{cite news}}: Проверьте значение даты: |access-date= (справка)
11. ↑  И.Шурочкин. На первенство СССР по хоккею // Волжская коммуна. — 1948. — 27 января (№ 19 (8487)).
12. ↑  по воспоминаниям участников матча в программе «65 лет вместе» на телеканале «Самара.24»
13. ↑  Модельер продавал свой автограф за 100 долларов. Комсомольская Правда. Дата обращения: 12 октября 2004.
14. ↑  Л-5188 установлен в г. Самара на стадионе "Локомотив". train-photo.ru. Архивировано 11 января 2021. Дата обращения: 11 апреля 2011.
15. ↑  В губдуме отчитались о приобретении стадиона "Локомотив" в собственность области. volga.news. Архивировано 25 января 2017. Дата обращения: 25 января 2017.
16. ↑  Спортивный комплекс "Локомотив". sshor6-63.ru. Архивировано 10 апреля 2018. Дата обращения: 25 января 2017.
17. ↑  Самарский стадион «Локомотив» купят за 180 миллионов рублей. niasam.ru. Архивировано 15 июля 2018. Дата обращения: 22 октября 2016.
18. ↑  Протоколы чемпионатов СССР. fc-dynamo.ru. Архивировано 30 ноября 2011. Дата обращения: 1 декабря 2020.